# Sob Rock
Albums de John Mayer
The Search for Everything
(2017)
Singles
1. New Light
Sortie : 10 mai 2018
2. I Guess I Just Feel Like
Sortie : 22 février 2019
3. Carry Me Away
Sortie : 6 septembre 2019
4. Last Train Home
Sortie : 4 juin 2021
5. Shot in the Dark
Sortie : 16 juillet 2021
6. Wild Blue
Sortie : 18 août 2021

Sob Rock est le huitième album de l'auteur-compositeur-interprète américain John Mayer, sorti le 16 juillet 2021 sous le label Columbia Records. Le single New Light, sorti en mai 2018, est inclus sur l'album, tout comme les deux singles de Mayer sortis en 2019, I Guess I Just Feel Like et Carry Me Away. Le single principal Last Train Home est sorti le 4 juin 2021, et comprend la voix invitée de Maren Morris. John Mayer fera une tournée aux États-Unis avec le groupe de rock Dead & Company d'août à octobre 2021.

## Contexte
Initialement, John Mayer a affirmé que l'album devait sortir à la mi-avril 2021. Il a cependant annoncé plus tard le report du disque au 16 juillet. Sob Rock a été enregistré entre fin 2017 et début 2021. Mayer a sorti Last Train Home, la première piste sur l'album, en single le 4 juin 2021. Avant cela, des extraits de la chanson ont été publiés sur le compte TikTok de John Mayer fin mars 2021.

## Liste des pistes
Toutes les chansons sont écrites et composées par John Mayer, sauf indication contraire.
| 1.    | Last Train Home              |                           | 3:07 |
| 2.    | Shouldn't Matter but It Does |                           | 3:56 |
| 3.    | New Light                    | John Mayer, Ernest Wilson | 3:37 |
| 4.    | Why You No Love Me           |                           | 4:15 |
| 5.    | Wild Blue                    |                           | 4:12 |
| 6.    | Shot in the Dark             |                           | 4:09 |
| 7.    | I Guess I Just Feel Like     |                           | 4:46 |
| 8.    | Til' the Right One Comes     |                           | 3:41 |
| 9.    | Carry Me Away                |                           | 2:39 |
| 10.   | All I Want Is to Be with You |                           | 4:04 |
| 38:26 |                              |                           |      |

## Crédits
Musiciens
- John Mayer – voix, guitares, claviers (piste 1)
- Aaron Sterling (en) – batterie (pistes 1, 3, 7, 9), percussion (piste 7)
- Sean Hurley - basse (pistes 1, 7)
- Greg Phillinganes - claviers (pistes 1, 9)
- Pino Palladino – basse (pistes 3, 9)
- Lenny Castro - percussion (pistes 1)
- Maren Morris - voix (pistes 1)
- Jamie Muhoberac (en) - claviers (piste 9)
- Cautious Clay (en) - voix (piste 9)
- Larry Goldings - claviers
- Greg Leisz (en) - pedal steel guitar

## Classements
| Classement (2021)                  | Meilleure position |
| ---------------------------------- | ------------------ |
| Allemagne (Media Control AG)       | 5                  |
| Autriche (Ö3 Austria Top 40)       | 8                  |
| Australie (ARIA)                   | 3                  |
| Belgique (Flandre Ultratop)        | 3                  |
| Belgique (Wallonie Ultratop)       | 17                 |
| Canada (Canadian Albums)           | 4                  |
| Danemark (Tracklisten)             | 4                  |
| Écosse (OCC)                       | 2                  |
| Espagne (PROMUSICAE)               | 12                 |
| États-Unis (Billboard 200)         | 2                  |
| États-Unis (Rock Albums)           | 1                  |
| Finlande (Suomen virallinen lista) | 13                 |
| France (SNEP)                      | 79                 |
| Irlande (Irish Albums Chart)       | 14                 |
| Italie (FIMI)                      | 21                 |
| Japon (Hot Albums)                 | 34                 |
| Japon (Oricon)                     | 23                 |
| Lituanie (AGATA)                   | 57                 |
| Norvège (VG-lista)                 | 6                  |
| Nouvelle-Zélande (RIANZ)           | 4                  |
| Pologne (ZPAV)                     | 25                 |
| Portugal (AFP)                     | 1                  |
| Royaume-Uni (UK Albums Chart)      | 4                  |
| Suède (Sverigetopplistan)          | 5                  |
| Suisse (Schweizer Hitparade)       | 4                  |